# Distretto di Jászberény
Il distretto di Jászberény (in ungherese Jászberényi járás) è un distretto dell'Ungheria, situato nella provincia di Jász-Nagykun-Szolnok.